# Anticorps monoclonal
Les anticorps monoclonaux sont des anticorps produits par une même lignée de lymphocytes B activés ou plasmocytes, reconnaissant le même épitope d'un antigène.
Afin de pouvoir être utilisés comme thérapie, ils sont produits grâce à une cellule issue de la fusion entre un lymphocyte B et une cellule cancéreuse (myélome) appelée hybridome.

## Histoire
Durant les années 1970, il était connu qu'un cancer (myélome) des cellules B produisait de grandes quantités d'anticorps identiques. En 1975, Georges Köhler et César Milstein ont publié dans Nature une technique de production d'anticorps monoclonaux,. En 1984, ils ont reçu le Prix Nobel de médecine pour cette découverte. En 1988, Greg Winter a établi les premières techniques d'humanisation des anticorps monoclonaux, ouvrant la voie à leur utilisation médicale.
- 1975 : mise au point de la technique d’obtention des anticorps monoclonaux (Köhler et Milstein, Nature)
- 1984 : anticorps monoclonaux chimériques souris/humain[réf. nécessaire]
- 1986 : premier anticorps monoclonal mis sur le marché : Muromomab (anti-CD3)[réf. nécessaire]
- 1989 : anticorps monoclonaux humanisés[réf. nécessaire]
- 1994 : production d’anticorps monoclonaux humains par des souris transgéniques ou transchromosomiques[réf. nécessaire]
- 1998 : le Centre européen pour la validation des méthodes alternatives recommande l'abandon de l'utilisation des animaux pour la production des anticorps dans la plupart des situations[4] ;
- 2020 : le Centre européen pour la validation des méthodes alternatives recommande l'abandon de la méthode de l'ascite sur les animaux pour la production des anticorps monoclonaux « quelles que soient les circonstances »[5] ;
- 2020 : dans le cadre de la pandémie de Covid-19, des anticorps monoclonaux contre le virus sont développés (REGN-COV2 et LY-CoV016 (en) ou Etesevimab (en)), dont l'un est administré au président des États-Unis avec succès[6]. Quoique son coût paraisse élevé[6], l'année suivante l'usage en est approuvé, à titre temporaire en France[7] et en Allemagne[8].

## Production

### Principe de base
Afin de produire des lignées stables de cellules produisant l'anticorps désiré, Köhler et Milstein ont élaboré l'idée et la méthode de fusion de deux types de cellules. Ainsi, en compensant l'impossibilité de se reproduire des cellules B (qui produisent des anticorps) par la fusion avec des myélomes (des cellules cancéreuses immortelles), on obtient un hybridome sécrétant des anticorps et ayant la propriété de se reproduire indéfiniment.
Plusieurs étapes sont nécessaires pour l'obtention d'anticorps monoclonaux.

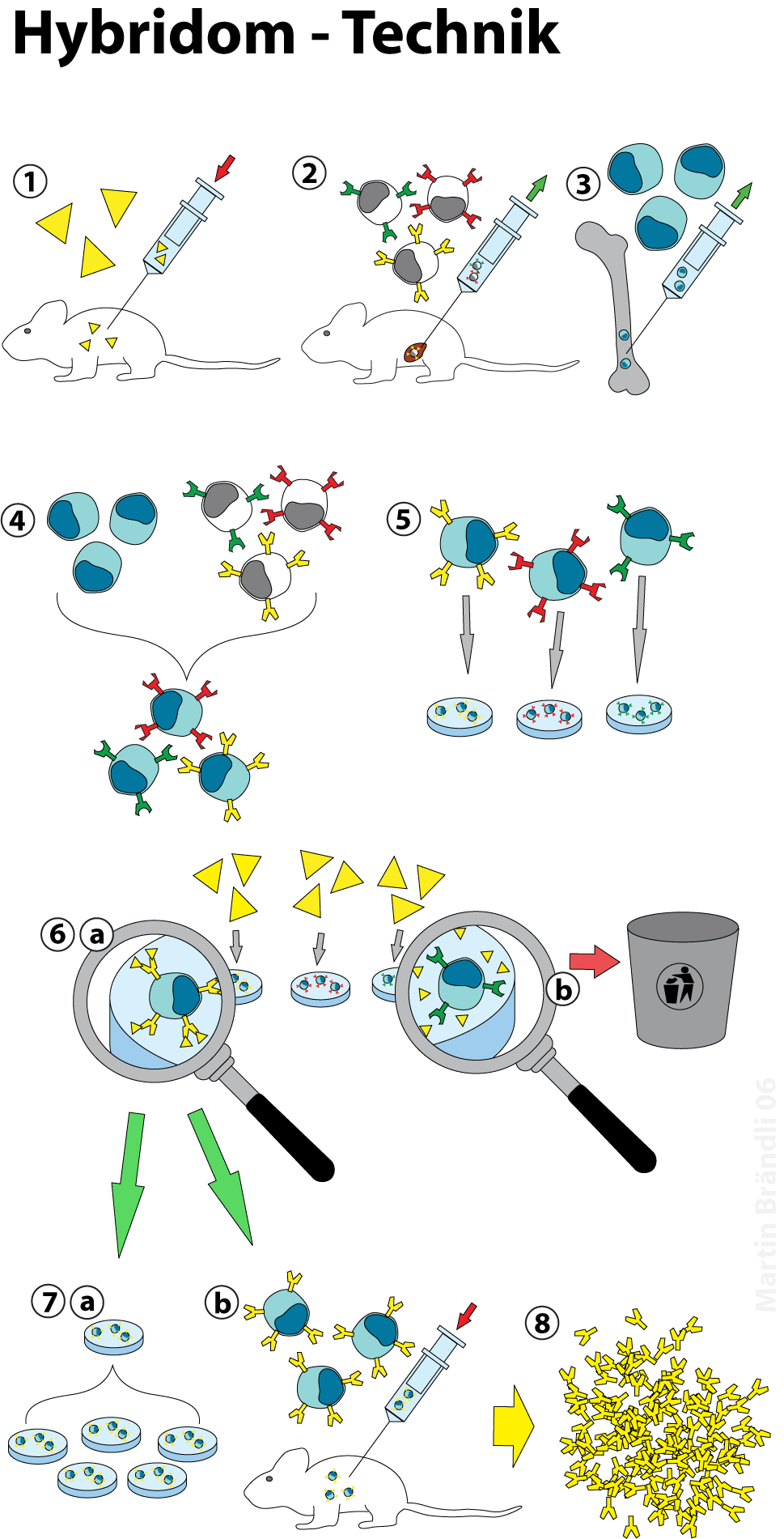
Représentation schématique du processus d'obtention d'anticorps monoclonaux

#### Immunisation
Il s'agit d'une inoculation (1), généralement par voie péritonéale, d'un antigène ou d'un haptène à un animal de laboratoire (souvent un glire, les plus courants étant la souris, le rat ou le lapin) ce qui a pour effet de produire des plasmocytes libérant des anticorps contre cet antigène. Des anticorps différents (polyclonaux) sont produits pour combattre l'antigène. Il est possible d'obtenir des anticorps reconnaissant des substances qui ne sont pas immunogéniques, en les conjuguant à des protéines immunogéniques, comme la BSA, le KLH (en) ou le DNP. Plusieurs protocoles d'immunisation sont possibles en variant les doses, les intervalles des injections, l'adjuvant utilisé et la durée du traitement. L'adjuvant utilisé est principalement l'adjuvant de Freund, soit incomplet (émulsion d'eau, d'huile minérale et d’un agent émulsifiant), soit complet (complexe d’eau, d’huiles, d’émulsifiants et de morceaux de bactéries tuées). Cette injection a pour effet de produire des plasmocytes libérant des anticorps polyclonaux contre cet antigène. Les modalités d'action des adjuvants dans les préparations vaccinales sont de deux types :
- le premier favorise et prolonge la durée de l’interaction entre l’antigène et le système immunitaire ; c'est le cas par exemple de l’hydroxyde d’alumine ;
- le second recrute et active les cellules de l’immunité naturelle pour qu’elles induisent la réponse adaptative.

#### Fusion
Ensuite, l'animal est sacrifié et les cellules B sont isolées à partir de la rate (2). Celles-ci, ne pouvant se multiplier mais produisant les anticorps désirés, sont fusionnées (4) avec des myélomes (cellules cancéreuses, donc aptes à une division cellulaire rapide et immortelles). Cette étape de fusion peut être effectuée en utilisant le PEG ou par électroporation. Ces cellules sont ensuite mises en culture ; ces hybridomes ayant la propriété des cellules cancéreuses, elles se multiplient rapidement et indéfiniment.

#### Propagation, sélection et clonage
Les cellules myélomateuses utilisées pour la fusion ne produisent pas d'anticorps ou une des chaînes d'anticorps. De plus, ces cellules ont perdu (par sélection génétique) la faculté de produire une enzyme appelée hypoxanthine-guanine phosphoribosyltransférase (HGPRT). Cette enzyme est impliquée dans la synthèse des nucléotides, plus particulièrement dans la voie de sauvetage (par opposition à la voie de novo). La sélection des cellules fusionnées se fait avec les composés chimiques hypoxanthine, aminoptérine et thymidine (milieu HAT). L'aminoptérine, en bloquant la synthèse de novo des nucléotides, oblige les cellules à utiliser la voie de sauvetage. Les myélomes parents n'ayant pas l'enzyme essentielle, seules les cellules fusionnées avec les splénocytes et l'ayant ainsi acquise pourront survivre. L'hypoxanthine et la thymidine sont les substrats de cette voie de sauvetage. Par ailleurs, les cellules B non fusionnées s'élimineront d'elles-mêmes, étant incapables de se reproduire.
À la suite d'une période de sélection dans le milieu HAT, les hybridomes se développent en colonies. Le taux de succès d'une fusion est plutôt faible et varie selon le protocole utilisé (de 5 % à 50 % [réf. nécessaire]). Afin de favoriser la croissance de ces hybridomes, plusieurs additifs peuvent être ajoutés dans le milieu de culture (FBS, facteur de croissance, couche de cellules nourricières). Ces lignées d'hybridomes sécrètent des anticorps tous différents. Afin de sélectionner l'anticorps d'intérêt, il faut d'abord isoler chacun des clones (5). Classiquement, cette sélection se fait par dilution limite pour permettre l'isolement de clones uniques. Plus récemment, l'utilisation du cytomètre en flux permet aussi la séparation de cellules. Après une seconde passe de culture, chaque clone est ensuite testé, la plupart du temps en Western Blot, par ELISA ou par RIA, afin de vérifier sa capacité à lier l'antigène ou l'haptène utilisé pour l'immunisation. Les anticorps sécrétés sont ensuite testés pour éliminer ceux qui induisent des réactions croisées avec d'autres antigènes.

#### Production
Après la sélection, la production de lots d'anticorps se fait par purification d'un milieu biologique contenant l'anticorps en solution, celui-ci étant soit un ascite produit chez l'animal (c’est-à-dire une injection intrapéritonéale de l'hybridome dans un animal préparé — ) (7b), soit un surnageant de culture cellulaire ayant servi à cultiver l'hybridome in vitro (7a). Selon l'échelle de grandeur désirée, la production en suspension cellulaire peut se faire dans des bioréacteurs. La purification proprement dite peut se faire de différentes manières, comme la chromatographie liquide haute performance, par affinité avec la protéine G ou par précipitation à l'ammonium. La purification à l'échelle industrielle s'effectue en général en trois étapes chromatographiques, la première étant une chromatographie d'affinité  protéine A qui permet d'extraire la presque totalité de l'anticorps du milieu liquide. Il est ensuite purifié en deux étapes, souvent de la chromatographie d'échange d'ions.
Une fois obtenu un clone d'hybridome sécrétant un anticorps de spécificité voulue, il sera caractérisé afin de connaître la classe des chaînes d'immunoglobuline, son affinité, ou l'épitope reconnu (epitope mapping). Il est possible de déterminer la séquence d'ADN du gène des immunoglobulines de ce clone, de le sous-cloner et de le modifier. Ceci permet de produire des anticorps chimériques (médicaments possédant le suffixe -ximab, « mab » pour Monoclonal AntiBody) ou humanisés (suffixe -zumab), ou encore de produire uniquement le fragment de l'anticorps Fab reconnaissant l'antigène.

### Production sans animaux
En 1998, sur la base d'une revue de la littérature et d'un atelier, le Comité consultatif scientifique (ESAC) du Centre européen pour la validation des méthodes alternatives (ECVAM) a recommandé l'interdiction de l'utilisation de la méthode de l'ascite (pratique d'expérimentation animale impliquant l'injection dans le péritoine de rongeurs pour le développement de l'ascite contenant les anticorps d'intérêt) sauf dans les cas d'urgence thérapeutique exceptionnelle, de poursuite d'une autorisation de mise sur le marché jusqu'à son expiration, ou de « circonstances très exceptionnelles dans lesquelles des efforts vérifiables ont été mis en œuvre et ont échoué à produire des anticorps monoclonaux in vitro ».
En 2018, face à l'augmentation de l'utilisation de la méthode de l'ascite dans l'Union européenne (utilisation réalisée presque exclusivement par la France,), l'ECVAM a demandé à l'ESAC d'émettre un nouvel avis sur l'utilisation des animaux pour la production d'anticorps. Le rapport de l'ESAC, publié en 2020, conclut concernant l’utilisation des anticorps pour la recherche et les tests réglementaires que la transition est difficile parce que les producteurs utilisent principalement les méthodes animales et que les utilisateurs prennent ce qui est le plus facile d’accès. Cependant, il souligne que la production d’anticorps d’origine non animale par phage display (« exposition sur phage ») est une technologie mature qui a des avantages scientifiques (notamment pour la reproductibilité, vu qu’ils sont plus contrôlés que ceux d’origine animale) et économiques (une fois l’installation réalisée en quelques mois, il n’y a plus de coûts liés à l’entretien des animaux, et la production elle-même a un coût similaire et est plus rapide). Pour ces mêmes raisons, l'ECVAM considère que l’utilisation d’anticorps d’origine non-animale est complètement justifiée pour les usages thérapeutiques, et affirme que « la production d’anticorps par le biais de la méthode de l’ascite ne devrait plus être acceptable quelles que soient les circonstances ».
En 2021, pour préciser leur perspective, quatre auteurs de l'avis 2020 de l'ESAC ont publié un article précisant que dans le but du remplacement total des anticorps produits par des méthodes impliquant des animaux, « des subventions publiques pourraient être nécessaires pour financer l'installation initiale des services commerciaux et institutionnels de production d'anticorps à un coût raisonnable ».
En 2022, le FC3R (centre français consacré à l'application de la règle des 3 R) a publié un article soulignant les avantages des anticorps recombinant produits par phage display et l'absence de justification de l'utilisation des animaux (« de nos jours, l’existence, la disponibilité et la robustesse des anticorps synthétiques met à mal les différents arguments en faveur des anticorps d’origine animale »), tout en mettant en avant la plateforme ABCD Antibodies, produite en 2014 par l'université de Genève dans le but de rendre accessibles les anticorps d'origine non animale.

## Utilisation
Les applications varient de l'usage en laboratoire à l'application clinique. Les anticorps monoclonaux ont de multiples applications en recherche et en diagnostic, clinique humaine et animale, exploitant la reconnaissance de protéines en biologie, ou encore peuvent être utilisés comme médicaments comme pour l'arthrose (quelques exemples de médicaments).
Une utilisation importante concerne d'abord le cancer et les maladies inflammatoires, puis ils sont utilisés aussi pour les infections virales potentiellement graves. Notamment, des anticorps monoclonaux servent de remède ou de traitement préventif contre la Covid-19 lorsque les patients ne sont pas réactifs aux vaccins, étant par exemple immunodéprimés. Les anticorps monoclonaux ciblent la protéine Spike du virus, l'empêchant de s'accrocher à la cellule hôte, ; le nirsevimab prévient les infections graves par le virus de la bronchiolite, chez les nourrissons et les personnes fragiles.

## Pharmacologie
L'administration se fait par voie parentérale (intraveineuse, sous-cutanée ou intramusculaire). Les anticorps monoclonaux diffusent dans tout l'organisme mais ne passent pas la barrière hémato-encéphalique.
L'élimination se fait soit après fixation à l'antigène cible (endocytose du complexe anticorps-antigène et dégradation par les lysosomes), soit de manière non spécifique par le système réticulo-endothélial.

## Effets secondaires
Les effets secondaires sont de deux types : soit spécifiques, dus à l'inhibition de l'antigène ciblé, soit non spécifiques, dus à l'anticorps lui-même. Dans ce dernier cas, il peut s'agir de réactions allergiques, d'intolérance au point d'injection. Les réactions allergiques sont moindres dans le cas d'anticorps humanisés[réf. nécessaire].
Parmi les effets secondaires de ces produits on peut citer le cas du Raptiva fabriqué par Genentech, Inc., (efalizumab ) approuvé en 2003 aux États-Unis, comme médicament injectable administré une fois par semaine pour traiter le psoriasis en plaques chez les adultes. Le Raptiva, anticorps monoclonal humanisé ayant un effet immunosuppresseur sélectif, a été prescrit  dans le traitement des patients adultes atteints de psoriasis en plaques intolérants ou présentant une contre-indication à d'autres traitements systémiques tels que la ciclosporine, le méthotrexate ou la PUVAthérapie. Il est suspecté de déclencher des leucoencéphalopathies multifocales progressives, des polyradiculonévrites inflammatoires dont des cas de syndrome de Guillain-Barré. Le 16 octobre 2008, la Food and Drug Administration (FDA) souligne les risques des infections potentiellement mortelles suivantes : infection bactérienne, méningite virale, infection fongique généralisée, leucoencéphalopathie multifocale progressive (LEMP).
Autorisé en Europe en 2004, commercialisé en 2005, il est retiré du marché en 2009.